# La Bastida de les Alcusses
Il villaggio íberico della Bastida de les Alcusses è un assestamento databile tra la fine del secolo V a. C. e il secolo IV a.C. Ubicato nell'estremo sud-est della Serra Grossa. È situato nel circondario di Moixent (provincia di Valencia, Spagna), sulla cima allungata e isolata di una collina, a 741 m sopra il livello del mare.
Il giacimento, situato sopra una collina, occupa una estensione di 650 m di lunghezza e di 150 m di larghezza. Sta a più di 720 m sopra il livello del mare, e a 200 m al di sopra delle terre circostanti di Pla de les Alcusses, che è un piccolo altopiano elevato attraverso il quale si accede al giacimento e dal quale quest'ultimo riceve il nome. È considerato uno dei più importanti villaggi iberici della Comunità Valenzana.
È stato dichiarato Monumento Storico-artistico Nazionale il 3 giugno 1931.
L'ambiente attuale del giacimento è uno spazio forestale, con foresta di pino e macchia mediterranea.

## Storia
Si conosce l'esistenza del giacimento dal 1909, scoperto da Luis Tortosa,  il quale informò Isidre Ballester dell'esistenza di un grande villaggio abbandonato. Ballester constatò che a causa della dimensione del giacimento, non sarebbe stato possibile investigarlo senza il supporto di una grande istituzione. Per questo motivo i primi scavi archeologici in questo giacimento non iniziarono fino al 1 luglio 1928, ad opera dell'appena creato Servizio di Ricerca Preistorica e Museo di Preistoria del Consiglio distrettuale di Valenzia. Grazie al buon stato di conservazione lo si reputò un buon punto di inizio per avviare le ricerche del Museo, e tra il 1928 e il 1931 si realizzarono quattro campagne di scavo estremamente proficue. Gli scavi non riniziarono sino agli anni 1960.
Si scoprirono 250 ambienti e si trovarono pezzi molto rilevanti come il famosissimo Guerriero di Moixent, piccole tavolette di piombo scritte in alfabeto iberico, armi o ornamenti che cominciarono a dare giusta fama al giacimento. Le scoperte furono talmente importanti che gli storici dell'epoca chiamarono questo giacimento "La nuova Pompei".
Durante i primi quattro anni si scavò solo una minima parte del villaggio, e fino agli anni '60 vennero pubblicati solo i primi 100 ambienti. Dal 1990 il Museo di Preistoria di Valenzia ha ripreso i lavori nel giacimento con un progetto di scavi, progetti di valorizzazione e attività didattiche. Nel 2010 si scoprì che la porta ovest delle mura si innalzava al di sopra di un sito anteriore, per questo motivo si pensò che il promontorio sul quale si trova il sito era già stato abbandonato precedentemente. Oggigiorno il giacimento può essere visitato e possiede un servizio di visite guidate.